# تل نهاريا
تل نهاريا هو موقع أثري في محافظة البقاع في لبنان، وهي تقع 2.7 ميل (4.3 كم) جنوب رياق الواقعة على الضفة اليسرى لنهر الليطاني. اكتشف الموقع التلّي الأثري في عام 1963، وذلك من قبل «ديانا كيركبرايد» ديانا فيكتوريا ووركوب كيركبرايد (Diana Victoria Warcup)
وهي عالمة آثار بريطانية متخصصة في فترات ما قبل التاريخ في الشرق الأدنى. التي فحصت المواد المستكشفة على أرض موقع تل نهاريا بمعية موريس دوناند.
تم العثور على مواد تعود لفترة العصر الحجري الحديث، والعصر البرونزي وتم معاينتها من قبل متخصصين آخرين كجيمس ميلارت ولورين كوبلاند. المنطقة تعرف ممارسة النشاط الزراعي الآن.

## طالع مواقع تلية أركيولوجية مشابهة
تلعفر، تل عقاب، تل بري، تل دير، تل أبيب (تلة)، تل حزين، تل الخويرة، تل حشباي، تل أبيب، تل براك، تل الخويرة، تلكيف، تل ليلان، قطنا (مدينة أثرية)، تل الصافي، تل تمر، تل خردان، تل أيوب (لبنان)